# Zuben Elschemali
Zuben Elschemali (beta Librae) is de helderste ster in het sterrenbeeld Weegschaal (Libra).
De ster staat ook bekend als Zuben Elschamali, Zuben el Chamali, Zubenesch, Zubenelg en Kiffa Borealis. De naam betekent "Noordelijke poot van de Schorpioen", zie ook Zuben Elgenubi. Door Eratosthenes ca. 200 v.Chr. werd de ster beschreven als helderder dan de ster Antares, Claudius Ptolemaeus beschreef hem in 150 n.C. als gelijk in helderheid. Waarschijnlijk ligt de oorzaak hiervan niet bij Zuben Elschemali maar bij Antares, die een veranderlijke rode superreus is.

## De groene ster
Beta Librae is de enige ster waarvan sommige astronomen beweren dat ze een groene kleur uitstraalt.